# 행복한 사전
"행복한 사전"(일본어: 舟を編む 후네오아무[*])은 2013년 공개된 일본의 영화이다.

## 출연
- 마쓰다 류헤이 - 마지메 미쓰야 역
- 미야자키 아오이 - 하야시 가구야 역
- 오다기리 조 - 니시오카 마사시 역
- 구로키 하루- 기시베 미도리 역
- 와타나베 미사코 - 다케 역
- 이케와키 지즈루 - 미요시 레미 역
- 코바야시 카오루 - 이라키 고헤이 역